# Claude-Michel André
Claude-Michel André est un homme politique français né le 7 septembre 1755 à Longni (Orne) et décédé le 13 mai 1800 au même lieu.
Lieutenant général des eaux et forêts avant la Révolution, il est administrateur du département, puis député de l'Orne de 1791 à 1792.

## Sources
- « Claude-Michel André », dans Adolphe Robert et Gaston Cougny, Dictionnaire des parlementaires français, Edgar Bourloton, 1889-1891 [détail de l’édition]